# کالیبراسیون

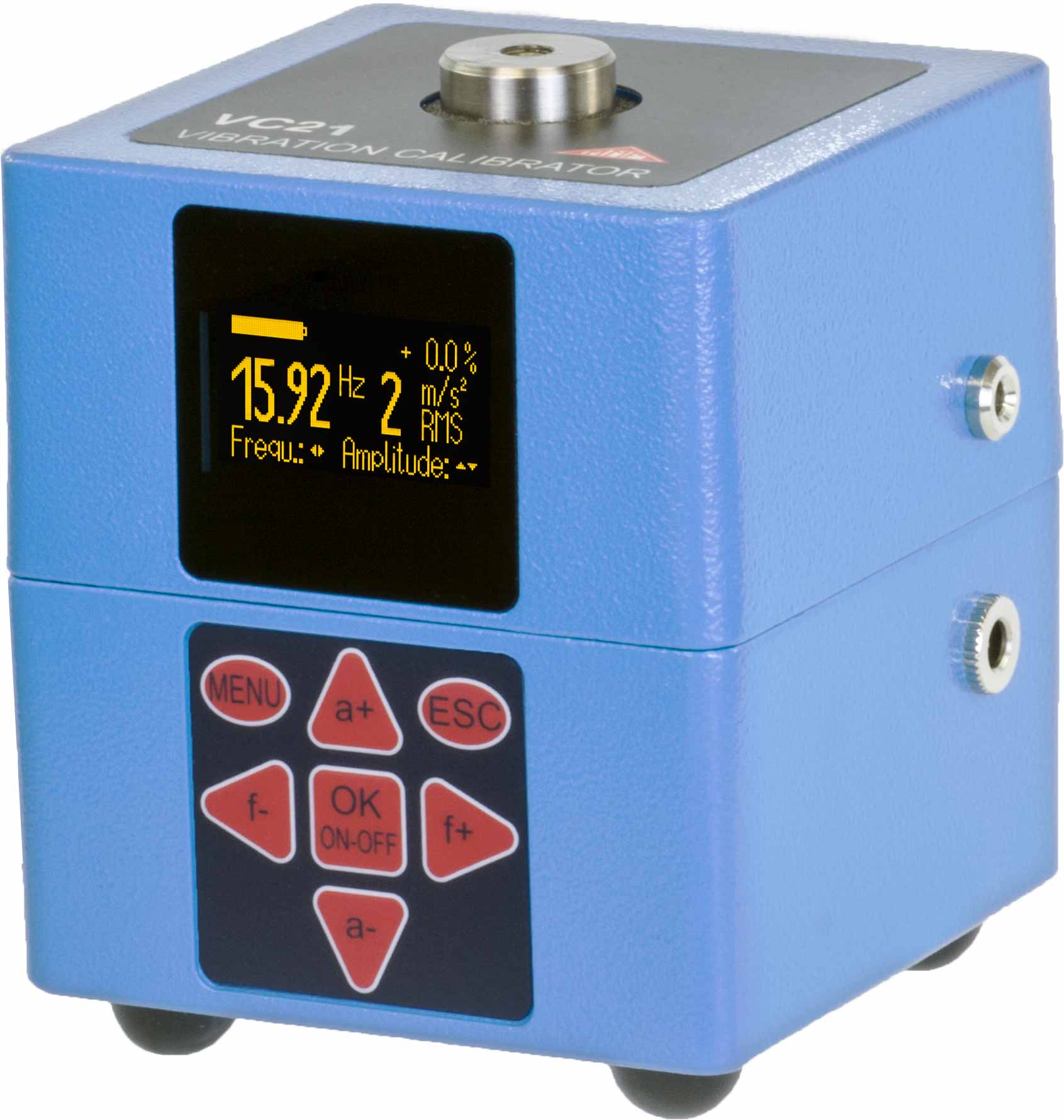
واسنج (کالیبراتور) ارتعاشی مدرن با بسامدها و دامنه‌های قابل انتخاب

واسَنجی یا کالیبراسیون (به انگلیسی: Calibration) مطابقت با استاندارد را تعیین می‌کند. کالیبراسیون اندازه‌گیری و تعیین صحت وسیله اندازه‌گیری در مطابقت با مرجع تأیید شده می‌باشد.
کالیبراسیون فرآیندی مهندسی و نظام‌مند برای بررسی و در صورت نیاز تنظیم تجهیزات اندازه‌گیری بر اساس استانداردهای ملی و بین‌المللی است. این خدمات نقش حیاتی در تضمین دقت، کیفیت و ایمنی عملیاتی در صنایع گوناگون ایفا می‌کنند. این کار به منظور اطمینان از تطابق اندازه‌گیری‌های انجام شده با استانداردهای جهانی مورد استفاده قرار می‌گیرد.
فرایند واسنجی از لحظه ورود دستگاه به آزمایشگاه آغاز می‌شود و شامل ثبت اطلاعات فنی، بررسی اولیه، تمیزکاری، پایدارسازی محیطی و اجرای کالیبراسیون بر اساس مقادیر مرجع است. بسته به نوع دستگاه، روش‌های مختلفی به کار می‌روند؛ برای مثال، تجهیزات الکتریکی با پارامترهایی چون ولتاژ و مقاومت سنجیده می‌شوند، ابزارهای دما با حمام‌های حرارتی و نمونه‌های مرجع کالیبره می‌گردند، و وسایل ابعادی مانند کولیس با بلاک‌های استاندارد سنجیده می‌شوند.
در مواردی که تجهیزات قابل حمل نیستند یا توقف تولید خسارت‌بار است (مانند صنایع نفت و گاز)، کالیبراسیون در محل انجام می‌شود. پس از اندازه‌گیری، اگر نتایج خارج از تلرانس مجاز باشد، تنظیمات لازم انجام و سپس آزمون مجدداً تکرار می‌شود. در پایان، گزارشی جامع شامل داده‌های فنی، میزان خطا، عدم قطعیت و نتیجه نهایی صادر شده و همراه دستگاه تحویل مشتری می‌گردد. این خدمات نه‌تنها به رعایت استانداردهایی مانند ISO 9001 کمک می‌کنند، بلکه در صنایعی چون داروسازی، خودروسازی و انرژی، از بروز خطاهای خطرناک جلوگیری کرده و کیفیت محصولات را تضمین می‌کنند. در نهایت، کالیبراسیون ابزاری کلیدی برای کاهش هزینه‌ها، افزایش بهره‌وری، و حفظ اعتماد مشتریان است.
تعریف دقیق کالیبراسیون در استاندارد ملی ایران به شماره ۴۷۲۳ آمده است.
کالیبراسیون اجازه می‌دهد که میزان تصحیح لازم را نسبت به نشاندهی تعیین کنیم. با کالیبراسیون ممکن است خواص اندازه‌شناختی دیگری نظیر اثر کمیت‌های تأثیرگذار نیز تعیین شود. در واقع کالیبراسیون ویژگی‌های کارآمدی دستگاه یا مواد مرجع را به وسیلهٔ انجام مقایسه‌های مستقیم مشخص می‌کند
کدام دستگاه‌ها باید کالیبره بشوند.
هر وسیله‌ای که برای اندازه‌گیری به کار می‌رود و در روش‌های اجرایی به استفاده از آن اشاره شده است، نیاز به تعیین صحت و دقت یا کالیبراسیون دارد.
دستگاه‌های اندازه‌گیری باید به‌طور دوره‌ای کالیبره شوند. گذر زمان و حادثه‌های پیش‌بینی‌ناپذیر، باعث می‌شوند تا قابلیت ردیابی نتایج آن‌ها تا استانداردها زیر سؤال رفته و نیازمند تأیید مجدد باشند. برای تجهیزات کالیبره شده گواهی کالیبراسیون صادر شده و ضمیمه دستگاه می‌گردد.
کالیبره کردن تمام تجهیزات لازم نیست. برخی از آن‌ها ممکن است صرفاً به عنوان نشانگر به کار بروند. انواع دیگر تجهیزات ممکن است به عنوان ابزار تشخیص و آشکارسازی به کار بروند. هر گاه وسیله‌ای برای تعیین قابلیت پذیرش محصول یا عوامل مؤثر در فرایند آزمون مورد استفاده قرار نگیرد کالیبراسیون آن ضرورتی ندارد.

## دستگاه‌هایی که به واسنجی نیاز دارند
دستگاه‌های مختلفی در صنایع و علوم به کالیبراسیون نیاز دارند تا دقت و صحت خروجی آنها تضمین شود. در زیر به برخی از این دستگاه‌ها اشاره می‌شود:

### ۱. آشکارسازهای گاز
آشکارسازهای گاز یا گازسنج‌ها برای حفظ دقت و صحت عملکرد خود به کالیبراسیون گازسنج دوره‌ای نیاز دارند. در فرایند کالیبراسیون، دستگاه با استفاده از گازهای مرجع یا استاندارد تنظیم می‌شود تا به عنوان نقطهٔ مرجع عمل کند. این کار باعث می‌شود تا خروجی صحیح و دقیقی توسط آشکارساز گاز در حضور گازهای مورد نظر حاصل شود. کالیبراسیون معمولاً توسط تکنسین‌های متخصص انجام می‌شود. در این فرایند، دستگاه را در معرض گاز کالیبراسیون مرجع قرار می‌دهند و قرائتی که توسط دستگاه در حین عمل کالیبراسیون ایجاد می‌شود، به عنوان نقطه مرجعی برای قرائت‌های بعدی استفاده می‌شود.

### ۲. دستگاه‌های اندازه‌گیری فیزیکی
دستگاه‌های اندازه‌گیری فیزیکی مانند ترمومترها، فشارسنج‌ها، pHمترها، رطوبت‌سنج‌ها و دستگاه‌های مشابه نیز نیاز به کالیبراسیون دارند. این دستگاه‌ها معمولاً بر اساس استانداردهای معین و با استفاده از نقاط مرجع یا استاندارد تنظیم و کالیبره می‌شوند تا دقت و صحت خروجی آنها تضمین شود.

### ۳. وزن‌ها و ترازوها
وزن‌ها و ترازوها نیز به دستگاه‌های کالیبراسیون نیاز دارند. برای اطمینان از دقت و صحت اندازه‌گیری وزن، ترازوها باید کالیبره و تنظیم شوند. این کار معمولاً توسط تکنسین‌های متخصص و با استفاده از استانداردهای وزن مشخص انجام می‌شود.

### ۴. اسپکتروفتومترها
اسپکتروفتومترها دستگاه‌هایی هستند که برای اندازه‌گیری طیف نوری و تابعاد مواد استفاده می‌شوند. برای حفظ دقت و صحت اندازه‌گیری، اسپکتروفتومترها به کالیبراسیون نیاز دارند. در این فرایند، اسپکتروفتومتر با استفاده از نمونه‌های استاندارد یا مرجع تنظیم می‌شود تا دقت و صحت خروجی طیف نوری آن تضمین شود.

### ۵. دستگاه‌های اندازه‌گیری الکتریکی
دستگاه‌های اندازه‌گیری الکتریکی مانند اهم‌سنج‌ها، ولتاژسنج‌ها، آمپرمترها و فرکانس‌سنج‌ها نیز به کالیبراسیون نیاز دارند. در اینجا نیز استفاده از نقاط مرجع یا استاندارد برای تنظیم دستگاه و اطمینان از دقت و صحت اندازه‌گیری الکتریکی بسیار مهم است.
این فقط چند مثال از دستگاه‌هایی است که به کالیبراسیون نیاز دارند. در واقع، هر دستگاهی که برای اندازه‌گیری، تنظیم یا تعیین خواص فیزیکی یا شیمیایی مواد استفاده می‌شود، ممکن است به کالیبراسیون نیاز داشته باشد تا دقت و صحت خروجی آن تضمین شود.

## کاربردهای واسنجی
1. اطمینان از قرائت‌هایی که از دستگاه صورت می‌گیرد
2. تعیین درستی مقادیر خوانده شده از دستگاه
3. استقرار قابلیت ردیابی دستگاه به استانداردهای مرجع

هدف نهایی کالیبراسیون برقراری قابلیت ردیابی عنوان شده است. مهم‌ترین ویژگی که یک اندازه‌گیری باید داشته باشد وجود قابلیت ردیابی نتایج آن تا استانداردهای ملی و سپس بین‌المللی می‌باشد.
وقتی سطح اطمینان و عدم قطعیت کلیه اندازه‌گیری‌ها بیان بشود درستی و دقت نتایج اندازه‌گیری تضمین می‌گردد.
قابلیت ردیابی قابلیت ارتباط دادن مقدار یک استاندارد یا نتیجه یک اندازه‌گیری با مرجع‌های ملی یا بین‌المللی از طریق زنجیره پیوسته مقایسه‌ها که همگی عدم قطعیتی معین دارند، است.
کالیبراسیون تنها راه برقراری قابلیت ردیابی می‌باشد.
استقرار قابلیت ردیابی نتایج اندازه‌گیری (در کالیبراسیون)
به وسیله تعیین نام دستگاه مرجع کالیبراسیون و عدم قطعیت آن محاسبه اعلام عدم قطعیت اندازه‌گیری برای نتایج کالیبراسیون و نیز بیان شرایط محیطی اثرگذار بر نتیجه اندازه‌گیری قابلیت ردیابی نتایج کالیبراسیون استقرار می‌یابد.

### در صنعت عکاسی و چاپ
1. تنظیم رنگ و کالیبره کردن نمایشگر و کالیبراسیون لپ تاپ به منظور بازتولید رنگ‌های صحیح و واقعی بخشی کوچک از مزایای واسنجی است.
2. کالیبره کردن پرینتر یا همان ساخت پروفایل icc به منظور یکسان‌سازی رنگ در مبدأ و مقصد.